# فرودگاه گرینگ رنچ
فرودگاه گرینگ رنچ (به انگلیسی: Goering Ranches Airport) یک فرودگاه خصوصی است که یک باند فرود خاک دارد و طول باند آن ۱۳۱۱ متر است. این فرودگاه در کشور ایالات متحده آمریکا قرار دارد و در ارتفاع ۱۰۵۱٫۶ متری از سطح دریا واقع شده‌است.